# Eisenbahnverkehrsstandort (Finnland)
Ein Eisenbahnverkehrsstandort (finnisch Rautatieliikennepaikka) ist in Finnland ein ausgewiesener Ort im Bahnnetz, der entweder als Servicestandort für den Personen- oder Güterverkehr oder als Standort im Zusammenhang mit der Verkehrssteuerung fungiert.

## Beschreibung
Im Allgemeinen hat ein Eisenbahnverkehrsstandort mehrere der oben genannten Funktionen. Er umfasst die für die Verkehrsführung und den Kundendienst notwendigen Gebäude und Bauten wie Bahnhofsgebäude, den Rangierbahnhof und an den wichtigsten Bahnhöfen auch die Instandhaltungseinrichtungen für Lokomotiven und Wagen.
Die Teileinheiten eines Standortes müssen nicht zwangsläufig räumlich zusammenhängen, sondern können in Abschnitte geteilt sein. Während einzelne Betriebsstellen eigene Verkehrsstandorte sind, gibt es darüber hinaus 23 „geteilte“ Verkehrsstandorte: Hanko, Hausjärvi, Helsinki, Imatra, Joensuu, Järvenpää, Kemi, Kerava, Kotka, Kouvola, Kuopio, Oulu, Pieksämäki, Riihimäki, Savonlinna, Seinäjoki, Siilinjärvi, Tampere, Tikkurila, Turku, Tornio, Vainikkala und Ykspihlaja. Diese Verkehrsstandorte haben keinen Koordinatenstandort und somit keine Kilometerangabe im Streckennetz. Die einzelnen Teile des Verkehrsstandortes weisen dagegen Punktstandorte mit Kilometerangaben auf.
Zum Beispiel gehören zum „geteilten“ Eisenbahnverkehrsstandort Oulu der Güterbahnhof Oulu Nokela (km 750+030), der Güterbahnhof Oulu Oritkari (km 751+180), der Güterbahnhof Oulu tavara (km 751+360), der Abzweigbahnhof Oulu Tuira (km 755+510) und der Personenbahnhof Oulu (km 752+778), die alle einen eigenen Punktstandort haben. Die Entfernungsangabe wird in Finnland jeweils vom Null-Kilometer in Helsinki gemessen.
Der Standort Kauklahti wurde zwischen 2016 und 2019 von einem „geteilten“ Verkehrsstandort in einen normalen Verkehrsstandort umgewandelt.
In den Unterlagen der Bahnverwaltung sind zur Kenntlichmachung die in den Listen in Abschnitte unterteilten Verkehrsstandorte in Großbuchstaben geschrieben.